# 第9回デトロイト映画批評家協会賞
第9回デトロイト映画批評家協会賞は2015年の映画を対象としており、2015年12月11日にノミネーションが発表された。なお、受賞者は同月14日に発表された。

## 受賞・ノミネート一覧
※受賞は太字。

### 作品賞
- 『スポットライト 世紀のスクープ』
- 『インサイド・ヘッド』
- 『レヴェナント: 蘇えりし者』
- 『ブルックリン』
- 『マッドマックス 怒りのデス・ロード』
- 『グランドフィナーレ』
- 『ボーダーライン』

### 監督賞
- トム・マッカーシー - 『スポットライト 世紀のスクープ』
- ジョージ・ミラー - 『マッドマックス 怒りのデス・ロード』
- ジョン・クローリー - 『ブルックリン』
- アレハンドロ・ゴンサレス・イニャリトゥ - 『レヴェナント: 蘇えりし者』
- パオロ・ソレンティーノ - 『グランドフィナーレ』

### 主演男優賞
- マイケル・ケイン - 『グランドフィナーレ』
- クリストファー・アボット - 『James White』
- トム・ハーディ - 『レジェンド 狂気の美学』
- レオナルド・ディカプリオ - 『レヴェナント: 蘇えりし者』
- マイケル・ファスベンダー - 『スティーブ・ジョブズ』

### 主演女優賞
- ベル・パウリー - 『ミニー・ゲッツの秘密』
- ジェニファー・ローレンス - 『ジョイ』
- ケイト・ブランシェット - 『キャロル』
- シアーシャ・ローナン - 『ブルックリン』
- ブリー・ラーソン - 『ルーム』

### 助演男優賞
- ポール・ダノ - 『ラブ&マーシー 終わらないメロディー』
- オスカー・アイザック - 『エクス・マキナ』
- ジェイコブ・トレンブレイ - 『ルーム』
- ベニチオ・デル・トロ - 『ボーダーライン』
- リーヴ・シュレイバー - 『スポットライト 世紀のスクープ』

### 助演女優賞
- ジェニファー・ジェイソン・リー - 『ヘイトフル・エイト』
- クリステン・スチュワート - 『アクトレス〜女たちの舞台〜』
- アリシア・ヴィキャンデル - 『エクス・マキナ』
- アリシア・ヴィキャンデル - 『リリーのすべて』
- シンシア・ニクソン - 『James White』

### アンサンブル演技賞
- 『ヘイトフル・エイト』
- 『スポットライト 世紀のスクープ』
- 『ジョイ』
- 『マネー・ショート 華麗なる大逆転』
- 『インサイド・ヘッド』

### 脚本賞
- クエンティン・タランティーノ - 『ヘイトフル・エイト』
- トム・マッカーシー、ジョシュ・シンガー - 『スポットライト 世紀のスクープ』
- ニック・ホーンビィ - 『ブルックリン』
- ピート・ドクター、メグ・レフォーブ、ジョシュ・クーリー - 『インサイド・ヘッド』
- アダム・マッケイ、チャールズ・ランドルフ - 『マネー・ショート 華麗なる大逆転』

### ブレイクスルー賞
- ショーン・ベイカー - 『タンジェリン』の演出に対して
- アリシア・ヴィキャンデル - 『リリーのすべて』、『エクス・マキナ』での演技に対して
- エモリー・コーエン - 『ブルックリン』の演技に対して
- ベル・パウリー - 『ミニー・ゲッツの秘密』での演技に対して
- ジェイコブ・トレンブレイ - 『ルーム』での演技に対して

### ドキュメンタリー映画賞
- 『ゴーイング・クリア: サイエントロジーと信仰という監禁』
- 『AMY エイミー』
- 『Best of Enemies』
- 『ルック・オブ・サイレンス』
- 『マーロン・ブランドの肉声』